# Júnio Postumiano
Júnio Postumiano (em latim: Iunius Postumianus) foi um sacerdote romano do final do século III ou IV. Segundo uma inscrição que atesta sua existência, foi homem claríssimo e mestre (pai) dos sacerdotes de Mitra e Sol Invicto e pontífice de Sol Invicto.